# Велика китайска стена
Великата китайска стена (на традиционен китайски: 長城, на опростен китайски: 长城, на пинин: Chángchéng, „Дълга стена“ или на традиционен китайски: 萬里長城, на опростен китайски: 万里长城, на пинин: Wànlǐ Chángchéng, „Стена, дълга 10 000 ли“) е система от отбранителни съоръжения в Китай, изградени от камък, тухли, уплътнен земен насип, дърво и други материали.
Строена е като цяло от изток на запад по историческата северна граница на страната за нейната защита от нападенията на различни номадски народи от Евразийската степ. Няколко отделни стени са построени още през VII век пр. Хр., а през следващите столетия те са свързани в едно, разширени и усилени и получават името Великата стена. Особено известна е стената, строена през 220 – 206 година пр. Хр. от Цин Шъхуан, първия китайски император, от която не е останало почти нищо. Великата стена е реконструирана, поддържана и подобрявана от различни династии, като по-голямата част от запазеното до наши дни е от епохата на династията Мин (1368 – 1644).
Освен за отбранителни цели Великата стена се използва и за осъществяване на граничен контрол, позволявайки ефективното налагане на мита на превозваните по Пътя на коприната стоки, ограничаване или насърчаване на търговията и контрол на имиграцията и емиграцията. Отбранителните възможности на стената са усилени с изграждането на наблюдателни кули, казарми, гарнизони, системи за димна или светлинна сигнализация, както и от използването на трасето на самата стена като транспортен коридор.
Граничните стени, изграждани през вековете, следват различни направления. Взети заедно, те пресичат страната от град Дандун на изток до езерото Лобнор на запад и от днешната китайско-руска граница на север до Цинхай на юг, описвайки дъга приблизително по южната граница на монголските степи. Подробни археологически изследвания, използващи съвременни технологии, стигат до заключението, че построените от династията Мин стени са с дължина 8850 километра. Това включва 6259 километра същински стени, 359 километра окопи и 2232 километра естествени прегради, като възвишения и реки. Според друго изследване стената с всички нейни разклонения достига 21 196 километра. Днес Великата китайска стена е приемана за едно от най-впечатляващите архитектурни постижения в историята на човечеството.

## Наименование
Сборът от укрепления, наричани днес Велика китайска стена, в миналото има редица различни наименования.
В китайската историография наименованието „Дълга стена“ (長城, чанчън) се появява в „Записки на великия историк“ на Съма Циен от I век пр. Хр., където с него са наричани както отделните големи стени, строени между и на север от Воюващите държави, така и по-единното съоръжение на Цин Шъхуанди. Китайската идеограма 城 е фоно-семантичен съставен символ на „земния“ радикал 土 и 成, чието старокитайско произношение е реконструирано като *deŋ. Първоначално тя обозначава укрепленията, ограждащи традиционните китайски градове, и се използва разширително за стените, около съответните държави. В наши дни обаче символът обикновено обозначава китайската дума за град.
По-дългото китайско наименование, „Дълга десет хиляди ли стена“ (萬里長城, уанли чанчън), произлиза от описанието на Съма Циен в „Записки“, макар че самият той не я нарича по този начин. Хрониката „Книга на Сун“ от V век цитира граничния военачалник Тан Даодзи да я нарича „дългата стена от десет хиляди ли“, по-близо до съвременното име, но подобни форми се срещат рядко в предмодерните епохи. Традиционната китайска мярка за дължина ли е невинаги точно дефинирана и трябва да отразява дължината на типично село, като в миналото често е определяна като 1/3 от английската миля или около 540 метра. С приемането на метричната система в Китай през 1930 година тя е приравнена към 500 метра, което би определило дължината на стената на около 5000 километра. От друга страна тук използването на „десет хиляди“ вероятно е в преносен смисъл и просто обозначава голяма стойност.
Заради лошата репутация на тираничното управление на Цин Шъхуанди, следващите китайски династии обикновено избягват да наричат собствените си добавки към стената с името „Дългата стена“. Вместо това в хрониките се срещат различни наименования, като „граница“ (塞, сай), „укрепления“ (垣, юен), „преграда“ (障, джан),, „външните крепости“ (外堡, „уайбао“), и „граничната стена“ (邊牆, биенцян). Сред поетичните и други неформални наименования на стената са „пурпурната граница“ (紫塞, дзъсай) и „земният дракон“ (土龍, тулун). Едва при династията Цин „Дългата стена“ се налага като общо наименование на всички гранични стени, независимо от тяхното местоположение и време на изграждане.
Ранните европейски пътешественици в Новото време обикновено говорят за „Китайската стена“. През XIX век в големите европейски езици (английски, френски, немски) се утвърждава формата „Велика китайска стена“, но други европейски езици продължават да използват „Китайска стена“ дълго след това.

## История

### Ранните стени
Китайците вече познават добре методите за изграждане на защитни стени още през епохата „Пролети и есени“ между VIII и V век пр. Хр. По това време и през последвалата Епоха на воюващите царства държавите Цин, Уей, Джао, Ци, Йен и Джуншан изграждат мащабни укрепления, за да защитават своите граници. Предназначени да удържат нападения с леко оръжие, като мечове и копия, тези стени са строени главно от уплътнена пръст и чакъл между дъсчени рамки.
Цинският владетел Джън подчинява останалите воюващи царства и през 221 година пр. Хр. обединява Китай къто първи император на Цин, приемайки името Цин Шъхуан. Той се стреми да наложи централизирано управление и да предотврати бунтовете на земевладелците, затова разрушава част от стените, които разделят империята му по границите на унищожените царства. В същото време, за да са противопостави на държавата на народа хунну на север, той започва строителството на нови стени, които да свържат вече съществуващите вече укрепления по северната граница на владенията си. „Изграждай и продължавай напред“ става основен принцип при строителството на стената, тъй като китайците не я разглеждат като окончателна граница. Превозът на голямото количество необходими за строежа на стената материали е трудно, затова строителите обикновено предпочитат да използват местни ресурси. В планинските участъци се използват камъни от планините, а в равнинните се предпочита уплътнена пръст. Не са запазени писмени източници за точната дължина и разположение на стените през епохата Цин. По-голямата част от тези древни стени са ерозирали през вековете и до наши дни са запазени съвсем малки участъци. Не е известна човешката цена на строежа, но по оценки на някои автори стотици хиляди, ако не и милион работници губят живота си при строителните работи по времето на Цин. На запазена стела, поставена до една от заставите, са разчетени думите на Цин Шъхуан: „Аз присъединих отделните княжества и обединих Китай, разруших старите стени и застави, за да свържа защитните съоръжения на шестте царства. Положението е стабилно, моят народ живее щастливо, мъжете работят в полето, а жените се занимават с тъкане.“
През следващите столетия империите Хан, Суй и Северните династии ремонтират, преустройват и разширяват с големи усилия участъци от Великата стена, за да се защитават от северни нашественици, докато империите Тан и Сун не предприемат значителни строежи в този регион. Династиите Ляо, Дзин и Юен, които управляват в Северен Китай през по-голямата част от времето между X и XIII век, изграждат свои защитни стени през XII век, но те са разположени на значително разстояние северно от това, което днес се нарича Велика китайска стена, в днешните Вътрешна Монголия и Монголия.
Следващата династия Хан удължава още повече стената, като тя достига почти 20 000 ли (10 000 km). В някои участъци се допълват една или няколко стени. Целта отново е предпазване от нестихващите набези на номадите сионну, които към това време са засилили мощта си. Хан се опитват да разрешат проблемите с племето чрез междудържавен брак, но в крайна сметка, през управлението на император Хан Уди, се виждат принудени да прибягнат към укрепване на стената. Построени са още повече сигнални кули – средно на всеки 2 – 5 km, както и малки укрепления с дърва за кулите и обслужващи войници. Така се създава една пълноценна отбранителна система. В столицата и в други селища са построени допълнителни наблюдателници.
След Хан настъпва време на няколко династии, които властват сравнително кратко време и над различни части на страната. Някои от тях са представители на етнически малцинства от некитайски произход. Те строят защитни стени в различни направления.
По време на процъфтяващата династия Тан територията на Поднебесната империя достига далеч отвъд пустинята, с което Стената изгубва функциите си на гранично отбранително съоръжение. Сун присъединява земите в Южен Китай, което също премахва нуждата от укрепването на Стената.
През XIII век монголите прекосяват цяла Азия и Европа. Те превземат и Китай, като основават династията Юен. Тяхната империя се простира много по-далече от пределите на Стената и за тях, като за номадските племена, тя няма голямо значение. За да предотвратят все пак евентуално въстание на китайците и за да осъществяват пълен контрол над търговските пътници, те възстановяват много от заставите и стратегическите точки. Изпратени са и воински отряди за осигуряване на сигурността.

### Стената при империята Мин
През Мин, която наследява монголската династия Юен в Китай, поради реалната заплаха от монголците, които искат да си възвърнат властта, както и от нарастващата мощ на племената нуджън, започва да се доукрепва стената, като сега се използват тухли и чакъл. През двата века владение на Мин не спират работите по стената с размаха на първия китайски император Циншъхуан. Великата стена достига до 8 m височина и 6 – 7 m дебелина и повече придобива познатия от наши дни вид. Построени са още много наблюдателници във формата на трапец и с ширина на страна на основата около 6,5 m, което прави по-трудно превземането им. Укрепени са заставите и вече приличат на крепости. Това не спира монголите и нуджън, но те не разрушават по пътя си това хилядолетно съоръжение.
През Мин стената е разделена на 9 зони „джън“, начело на които има един главен командващ войските и отговарящ за ремонта. Числеността на служещите в една зона е около 100 000 души, като може да се увеличава или намалява според необходимостта. При обичайна обстановка командващият зоната има за задача опазването на сигурността ѝ, а при война той следва заповедите и препоръките на специален пратеник на Военното министерство или на самия император. Тогава се определят 6 важни застави: Дзюйонгуан, Даомагуан, Дзъдзингуан, Янмънгуан, Ниуугуан и Пиентоугуан. Тези застави са много важни за отбраната на столицата Пекин и югоизточните райони на империята. Армията на династия Дзин за по-сигурно залива портите на заставата Дзюйонгуан с течен метал и така буквално ги заварява. Самата застава е единственото място, откъдето може да се премине през стръмната планина. Но шпионите на Чингис хан откриват тайна пътека, по която минават през нощта и така безпрепятствено проникват до столицата Джунду (днешен Пекин).
Великата стена се оказва превземаема и с помощта на огнестрелни оръжия. Още през династия Тан, с изобретяването на барута, започват да се правят топове, които са способни да пробият стената, откъдето да се промъкнат нападателите.

## Разрушения и реставрации
Въпреки многогодишните усилия, стената системно се разрушава и влошава състоянието си. Манджурската династия Цин (1644 – 1911), която преодолява стената с помощта на предателството на У Сангуй, се отнася към нея с пренебрежение.
За трите века управление на Цин Великата стена е почти разрушена под въздействието на времето. Само малкият участък между Пекин и Бадалин се поддържа в ред, той служи за един вид „врата към столицата“. През 1899 г. американски вестници пускат слух, че стената изцяло ще бъде разрушена, а на нейно място ще бъде построено шосе.
През 1984 г. по инициатива на Дън Сяопин стартира програма по реставрирането на Великата китайска стена, финансирана със средства на китайски и чужди компании, както и частни лица. В края на 1980-те години в Пекин се провежда голям аукцион на произведения на изкуството, посветен на възстановяването на стената и предаван по телевизията в Париж, Лондон и Ню Йорк. Той е предшестван от банкет на западни културни дейци и китайски официални лица, по време на който художникът Арман публично чупи цигулка в стената, за да събере и направи от парчетата ѝ пано, предназначено за продажба на аукциона, за което е освиркан толкова бурно, че на френската делегация се налага да напусне залата. Творбата на Арман на аукциона е игнорирана от китайските купувачи, така че се налага той самият да я купи, за да не урони престижа си..
Независимо от проведените работи, отдалечените от туристическите обекти места от стените и до днес са в руини. Някои места са унищожени при избиране на места за изграждане на селища и нужния за това камък от стената като строителен материал, а други – от строителството на магистрали, железопътни линии, и други изкуствени обекти. В някои райони по стената има графити на вандали..
70-километровата отсечка от стената в окръг Минджин на провинция Гансу в северозападната част на страната е обект на активна ерозия. Причината за това са интензивните земеделски практики в Китай от 1950 г. насам, довели до пресъхване на подземните води, в резултат на което регионът се е превърнал в основен източник и място на зараждане на мощни пясъчни бури. Повече от 40 km от стената там вече са изчезнали, и едва 10 km все още стоят на мястото си, като височината на стената на някои места се е понижила с 2 до 5 m.
През 2007 г. на границата на Китай и Монголия Уилям Линдзи открива голям участък от стената, който е датиран към периода на управление на династия Хан. През 2012 г. търсенето на отдалечени фрагменти на стената от експедицията на Линдзи се увенчава с откриването в Монголия на още един участък, затрупан преди това под земята. .
През 2012 г. част от стената с дължина 36 m, намиращ се в провинция Хебей, са срутва поради проливни дъждове, при което няма пострадали. Това се случва на 6 август, но официалното съобщение на властите излиза на 10 август..

## Строителни материали и техники
Основните материали за изграждането на стената са пръст, камъни, дърво и керемиди. За нуждите на строителството в планините се отварят каменни кариери, откъдето се взимат цели блокове. На Льосовото плато се използва предимно пръст, а в пустинята – тръни и пясък. Тухлите и дървото се използват за по-важните участъци. Структурата на стената е замислена много добре, тя следва особеностите на терена и минава през стратегическите точки, за да може да се осигури ефикасна отбрана и победа срещу нападателите. Основната ѝ част са високи стени, издигнати върху планински била. По нея има хиляди застави, наблюдателници, площадки за даване на знаци с огън и дим. Тя има зъбци на всеки 2 m, което улеснява стрелбата по нападателите. На равни разстояния се издигат наблюдателниците и площадките. Те от своя страна играят важна роля в опазването на столицата. При приближаваща опасност войниците започват да си препредават знаци с дим, които могат за много кратко време да достигнат до столицата и от там да започне изпращането на помощ. Покрай стената са построени фортове, където живеят войниците и се съхраняват провизии. Горната част на стената е облицована с 3 – 4 слоя тухли, които са така добре слепени с вар, че е невъзможно между тях да поникне трева. Върху стената, широка 4,5 m, могат да преминат едновременно 5 коня или 10 души. Отгоре е направена и канализация, за да може да се оттича дъждовната вода чрез капчуци в земята.

## „Най-голямото гробище в света“
Великата китайска стена се приема и за символ на тиранията, тъй като за нейното строителство са привикани на ангария стотици хиляди хора – майстори, затворници, войници и селяни, като много от тях умират по време на строежа. Освен това, когато Цин Шъхуан издава заповедта за изгаряне на всички книги, с изключение на аналите на неговата династия, по медицина и фармацевтика, се доуточнява, че който не изпълни заповедта до 30 дена след влизането ѝ в сила, ще бъде изпратен да работи на стената с обръсната глава, желязна верига на врата и йероглифи, изписани на лицето му, за период от 4 години. Строителството на защитните стени и особено това на Великата стена на Цин Шъхуан неизменно поражда недоволството на опозицията, която упреква императорите в жестокост и тирания, тъй като това изцежда големи финансови средства и човешки ресурси. Този колосален труд се извършва в епоха без машини с цената на непосилен труд. Чън Лин от династия Хан пише, че това е време, когато е по-добре да родиш момиче, отколкото момче. У Лунхан от Сун пише, че Стената е толкова висока, защото е стъпила на човешки кости и толкова дълбока, защото е напоена с кръвта им.
Затова понякога се казва, че Великата стена е „най-голямото гробище в света“, тъй като там, според някои историци, са намерили смъртта си 10 милиона души. Това, от своя страна, подтиква народа да създаде множество истории и легенди, свързани с нея.
Съсредоточаването на работна сила в строителството на стената отслабва земеделското производство. В същото време наказателният закон е много строг и всичко това поражда силно недоволство у народа. Когато се изчерпва търпението му, народът въстава една година след смъртта на император Цин Шъхуан. Това въстание е първото и най-жестоко селско въстание в китайската история и довежда до свалянето на династия Цин. Поради това у следващите поколения споменът за Цин Шъхуан е по-скоро като за жесток тиранин.

## Наследството
Сега общата дължина на всички участъци е към 6000 – 6500 km, като стената на места може да достигне на ширина до 10 m, а на височина 15 m, като в по-отдалечените части на страната тя представлява просто по-големи земни валове. Изчислено е, че общо са използвани приблизително около 180 млн. m³ пръст и 60 млн. m³ други строителни материали. Ако този материал се използва за построяването на стена с дебелина 1 m и височина 5 m, то тя ще обиколи цялата Земя един път и нещо. Снимките от сателит показват, че сега участъци с обща дължина около 1000 km са разрушени изцяло или са погребани под земята.

## Видимост от Космоса
Хората смятат, че стената е единственото творение, създадено от човешка ръка, което може да се разпознае от Луната с просто око. Това мнение съществува години наред, подобно на градска легенда, като понякога е записвано дори в учебници. Реално погледнато обаче, ако това беше вярно, човек би могъл да забележи и всяка по-голяма магистрала.
В действителност това, което може да се забележи, е сянката на стената от околоземна орбита, т.е. от височина по-малко от 500 km (което е 0,1% от разстоянието до Луната). Необходима е много добра видимост, когато Слънцето е ниско, а резултатът не е по-различен от този при много други обекти, създадени от човека.